# Kvodo

Kvodo est une série dramatique israélienne diffusée sur OUI du 8 avril 2017 au 24 septembre 2019 pendant 2 saisons et 22 épisodes.
La série a été créée par Shlomo Mashiach et Roni Nino, écrite par Shlomo Moshiach, réalisée par Roni Nino, produite par "Koda Communication" de Ram Lands et développée par Ohad Knoller, Shlomo Moshiach et Roni Nino.
La série a été commandée pour une deuxième saison dont le tournage a débuté en décembre 2018 et s'est terminé en janvier 2019 et a été diffusé le 24 juillet 2019, le premier épisode est disponible en VOD à partir du 21 juillet 2019. Le dernier épisode de la série a été diffusé le 24 septembre 2019.

## Sujet
Micah Alkovi (Yoram Hatev) est un juge du tribunal d'instance de Beer Sheva, qui se trouve face à un dilemme difficile : Shai (Erez Oved), son fils de 17 ans a eu un accident dans lequel il a écrasé un motocycliste alors qu'il est sans licence. Le mystère se complique lorsqu'il est révélé que le motocycliste est membre d'une famille criminelle du sud, qui déteste le juge Alkoubi. Il est contraint de choisir entre être juge et respectueux des lois, et sa vie de père pour son fils et ses préoccupations pour son fils.

## Synopsis
Shay Alkoubi (Erez Oved) est le fils du juge du tribunal de première instance de Beer Sheva, Micah Alkoubi. Lorsque Shay apprend qu'il a échoué à un examen pratique de conduite, il s'énerve et vole la voiture de son père et roule sur une autoroute sans permis de conduire. Pendant le trajet, il percute accidentellement un motocycliste. Sous la pression, il s'enfuit des lieux et rentre chez lui. Lorsque son père lui demande pourquoi il est bouleversé, Shay avoue et le père emmène son fils au poste de police local.
Quelques instants avant que Micah ne parle des méfaits de son fils à l'inspecteur en chef Hanit Rufus, le commandant de la station, il devient clair pour Micah que la personne qui a été écrasée est Asaf Ben Atar, le fils d'Arie Ben Atar, le chef de la plus grande organisation criminelle du district sud. Micah a condamné de nombreux membres de l'organisation et le chef de l'organisation lui-même à de longues peines de prison. Il comprend donc que s'il livre son fils à la police et le met effectivement en prison, les membres de l'organisation « régleront leurs comptes » avec Shai (qui souffre d'asthme) et le tueront.
Micah regrette au dernier moment et demande l'aide de son ami Khaled à cet égard. Khaled est un officier bédouin ayant le grade de lieutenant-colonel dans la brigade Golani. Il a épousé Nora, l'un des membres de la famille Masri, une famille criminelle qui lutte principalement contre la famille Ben Atar. Sans parler à Khaled du délit de fuite et du fait que son fils a écrasé Assaf Ben Atar, Micah lui demande de « faire disparaître » la voiture. Khaled envoie pour cette mission Jumaa, 17 ans, membre de la famille Masri.
Jumaa échoue dans sa mission et est arrêté par la police, soupçonné d'avoir volé la voiture et écrasé Assaf Ben Atar. Khaled se rend finalement compte que Micah a essayé de rejeter la faute sur quelqu'un d'autre et menace de tuer Micah. Micah convainc Khaled qu'il essayait simplement de sauver son fils, et les deux s'impliquent encore plus en essayant de dissimuler les preuves et d'enterrer l'histoire. Mais le prix à payer est élevé : les membres de la famille Ben Atar abattent l'innocent Jumaa.
L'intrigue fait suite aux tentatives du juge Micah pour sauver son fils, qui ne coopère pas avec lui et complique encore plus l'histoire et après les violentes luttes entre la famille Ben Atar et la famille Masri.

## Distribution
- Micah Alkovi (Yoram Hatev) - un juge respecté et respecté du tribunal de première instance de Beer Sheva qui se brouille lui-même et son fils et se met dans de gros ennuis lorsqu'il déclenche une lutte armée entre les deux plus grandes familles criminelles du sud du pays. L'objet de l'amour de Yael. À la fin de la saison, Shay lui dit qu'Assaf a violé Amalia et en réponse Micah le tue. Il s'est endetté auprès de la famille criminelle caucasienne Pethav en raison de l'arbitrage qu'ils ont mené contre Udi Ben Atar. Au cours de la saison, Micah tombe dans la drogue et tente de régler ses dettes auprès de la famille criminelle caucasienne, en plus de sauver Shay.
- Shai Elkoubi (Erez Oved) - Le fils de Micah, âgé de 17 ans, qui a accidentellement écrasé Assaf Ben Atar. Il tombe amoureux de son professeur d'éducation physique et a tendance à se mettre en colère contre ses problèmes de vie et à s'enfuir chez sa grand-mère. Finalement, il s'avère qu'il a écrasé Assaf pour se venger du viol de sa mère. A la fin de la saison, il décide de se rendre à la police et d'avouer avoir agressé Assaf Ben Atar. Il a été arrêté puis mis en prison. Rejoint la famille criminelle de Ben Atar au cours de la deuxième saison. A été assassiné alors qu'il tentait d'assassiner Pethav
- Yael Ben Moshe (Alma Dishi) - une jeune avocate inexpérimentée qui était l'apprentie de Micah. Micah s'arrange pour qu'elle soit l'avocate de Jumaa, mais elle échoue.
- Hanit Rufus (Ilanit Ben-Yaakov) - un policier ayant rang de commissaire qui a abandonné l'enquête contre Jumaa en faveur de la famille Ben Atar.
- Sara Blum (Gita Monte) - La belle-mère de Micah et juge à la retraite de la Cour suprême. Essayer de comprendre ce que Micah cache et sabote involontairement les mouvements de Micah.
- Amalia Elkubi (Sofi Tsedaka) - L'épouse de Micah et la mère de Shay et la fille de Sarah. Elle a été violée par Assaf Ben Atar et s'est suicidée le jour même après le viol.
- Khaled Abu Salem (Hisham Suleiman) - un officier bédouin avec le grade de lieutenant-colonel de la brigade Golani qui coopère avec Micah. Il a également des ennuis lorsqu'il vole des armes à l'armée dans le but de combattre la famille Ben Atar. Assassiné par Omar.
- Nora Abu Salem (Lucy Ahrish) - L'épouse de Khaled. aurait assassiné Omar Masri. Vendu au début de la deuxième saison à la famille Masri par Micah contre de l'argent.
- Udi Ben Atar (Tom Hagi) - un membre de la famille criminelle Ben Atar, qui gère les affaires de la famille tandis que son père, le chef de famille, purge une peine de prison après avoir brûlé vif un homme qui a réveillé son fils (Odi) tout en bloquant le parking.
- Aryeh Ben Atar (Danny Stegg) - chef de la famille criminelle. Il a été condamné à une longue peine de prison après avoir brûlé vif un homme qui l'avait réveillé alors qu'il le bloquait dans un parking.
- Gabi (Agam Shuster) - Le professeur d'éducation physique de Shay. Shay tombe amoureux d'elle et essaie d'avoir une relation amoureuse avec elle après l'avoir aidé à arrêter de se saouler lors d'un voyage annuel.
- Omar Masri (Adib Spadi) - L'assassin de Khaled. Apparemment assassiné par Nora, mais a survécu et la poursuit pour se venger. assassiné par la police
- Jumaa Masri (Meisam Masri) - fils d'Aida Masri. Accusé du délit de fuite même s'il ne l'a pas commis. Assassiné par les messagers de la famille Ben Atar.
- Aida Masri (Hanan Hilo) - La mère de Jumaa Masri.
- Assaf Ben Atar (Liran David) - un membre de la famille Ben Atar. "Accidentellement" écrasé par Shay pour se venger du viol de sa mère. À la fin de la première saison, il est assassiné par Micah.
- Yulia Chaplin (Yevgenia Dodina) - chef d'une famille criminelle caucasienne, arbitre, propriétaire d'un club à Beer Sheva.
- Shmuel Petachov (Alexander Sandrovich) - de la famille du crime caucasien. Tué par une lance à la suite d'un raid sur le club appartenant à Julia.
- Sasha le réfrigérateur (Raz Zvi) - l'un des gardes du corps de Shmuel Petachov
- Bialik (Nimrod Hochenberg) - Le partenaire de Shay en prison. Un militaire haut placé de la famille Ben Atar qui gère la vente de drogue dans la prison pour mineurs.
- Golan (Uria Horesh) - Le partenaire de Shay en prison, l'ami de Bialik.
- Maggie (Inbal Bibi) - une soldate d'Udi Ben Atar, pendant son "travail" avec Udi tombe amoureuse de Shai, assassiné par Sergei, l'un des soldats de Shmuel Petkhov.

## Adaptations
- Your Honor, adaptation américaine
- Un homme d'honneur, une adaptation française avec Kad Merad, diffusée en mars 2021[1].